# Oculimacula acuformis
Oculimacula acuformis är en svampart som först beskrevs av Boerema, R. Pieters & Hamers, och fick sitt nu gällande namn av Crous & W. Gams 2003 (tidigare Pseudocercosporella herpotrichoides var. acuformis, anamorf, och Tapesia acuformis, teleomorf). Oculimacula acuformis ingår i släktet Oculimacula, ordningen disksvampar, klassen Leotiomycetes, divisionen sporsäcksvampar och riket svampar. Inga underarter finns listade i Catalogue of Life. Oculimacula acuformis orsakar sjukdom på stråsäd, då kallad stråknäckare.